# حماد الشمري
حماد رضا كامل الشمري لاعب كرة قدم سعودي ، يلعب كحارس مرمى في نادي القيصومة.>

## مسيرة اللاعب
لعب في نادي الباطن ونادي القيصومة.